# Puro dominicano
La República Dominicana exporta actualmente más de 350 millones de puros anuales, es el principal productor mundial de puros de calidad y se ha ganado el apelativo de País de los puros. La cuidadosa gestión de los cultivos y la actitud innovadora de los productores han hecho que los puros de la República Dominicana reciban numerosos elogios de los amantes de los puros de todo el mundo.  

## Historia de los puros dominicanos

### Introducción

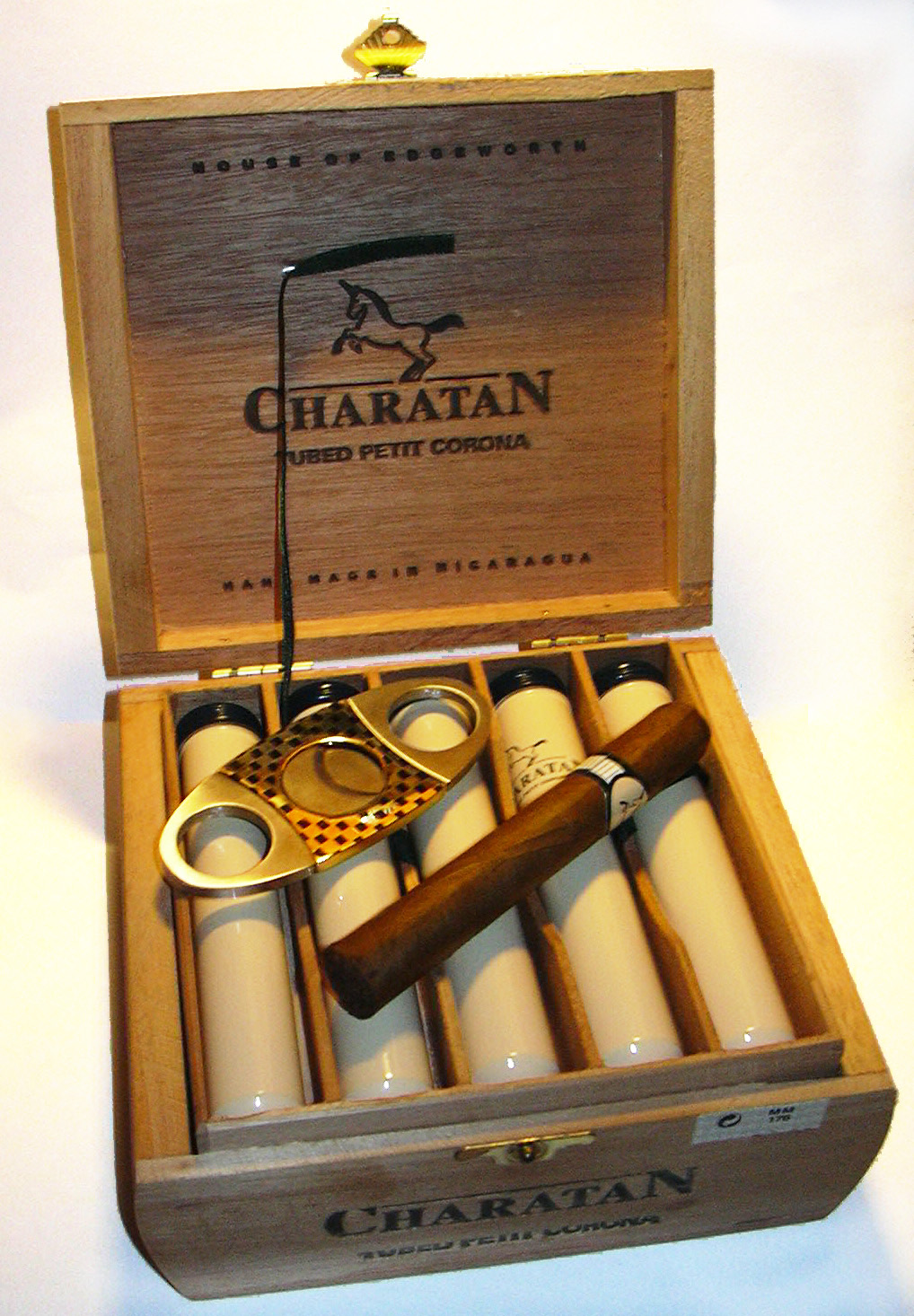
Caja de Puros

La historia del tabaco en República Dominicana es muy anterior a la de las otras procedencias de tabaco de calidad. De hecho, fue desde la isla de la Española de donde Rodrigo de Jerez, marinero del primer viaje de Colón a América, llevó los primeros cigarros a España. En el interior de la República Dominicana, se encuentra el Valle del Cibao, que pasa por ser uno de los mayores tabacales del mundo y cuyos expertos cosecheros llevan siglos trabajando con excelencia la planta de tabaco, obteniendo un producto de calidad superior. Mucho antes de que la Revolución Cubana provocara un éxodo de tabaqueros a Miami y a otros países caribeños, la tradición de la fabricación de tabacos estaba arraigada en República Dominicana y, sobre todo, en la ciudad de Santiago de los Caballeros, corazón del Valle del Cibao, que pasa por ser la capital mundial del cigarro Premium. A principios del siglo XX, existían ya en la ciudad de Santiago de los Caballeros un centenar de fabricantes de cigarros, con fabricantes importantes como la Tabacalera Anónima Dominicana. Sin embargo, de todas aquellas empresas tabaqueras, la única que sobrevivió a la dictadura de Trujillo fue La Aurora. El dictador Leónidas Trujillo, cuyo periodo de gobierno se extendió durante 31 años, puso todo su empeño en "nacionalizar" la pujante industria tabaquera del país. 
La Aurora, fundada por Eduardo León Jimenes el 3 de octubre de 1903, en Don Pedro, Guazumal, Santiago de los Caballeros, fue la única fábrica, de todas las de aquella época, que resistió los embistes de Trujillo y es hoy que sigue funcionando, más de un siglo después, exportando sus productos a los cinco continentes.
Cuando comenzó el embargo estadounidense de productos cubanos en 1962, Cuba perdió de la noche a la mañana su principal mercado de puros; esto y las expectativas de nacionalización hicieron que numerosas empresas fabricantes de puros cubanos buscaran otras ubicaciones, y muchas se establecieron en la República Dominicana. Mediante marcas como Davidoff, Arturo Fuente, The Griffin's, Santa Damiana, y Ashton, la República Dominicana, en pocas décadas, se ha convertido en el otro gran país del cigarro, superando incluso a Cuba en exportaciones.*

### Los comienzos del tabaco dominicano
La República Dominicana presenta unas excelentes condiciones para las plantaciones de tabaco. Está localizado del otro lado del Caribe, casi a mil kilómetros de Cuba, pero disfruta de mejor clima y mejor suelo que Cuba: las condiciones excepcionales que son necesarias para el cultivo del tabaco. También posee una herencia cultural similar, que se remonta a mucho antes de la llegada de Colón que, naturalmente, también, fue el primer europeo en alcanzar sus costas en 1492. Los indios nativos Arawak, como sus primos los taínos, ya cultivaban y fumaban el tabaco durante siglos. España, su potencia colonial hasta 1821, no se interesó por sus hojas, concentrando todos sus esfuerzos en desarrollar el comercio de tabaco en Cuba. De hecho, el tabaco dominicano recibió muy poca atención hasta principios del siglo XX, cuando se importaron semillas cubanas por primera vez: las plantaciones se multiplicaron por toda la isla, pero el tabaco se destinaba esencialmente para la exportación a fábricas de Europa o Estados Unidos, donde se usaba para elaborar cigarros a máquina de segunda clase. Entonces llegó la revolución cubana. El resultado fue que toda una generación de emigrantes cubanos se instaló en la República Dominicana, y entre ellos los especialistas en tabaco, que empezaron a cultivar distintas variedades más aptas para aquel entorno. Naturalmente, usaron semillas cubanas.

### Después de la revolución cubana

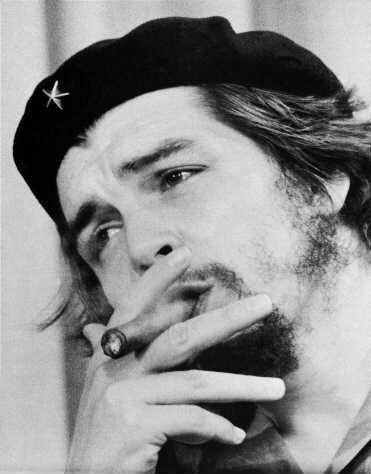
Ernesto "Che" Guevara fumando un puro

Después del embargo de 1962 empezaron los tiempos de bonanza para el tabaco dominicano, pero no hasta el punto que se esperaba. Los Estados Unidos consumían el ochenta por ciento de la producción cubana pero, en lugar de dirigirse a la República Dominicana para mantener su nivel de importación, empezaron a comprar por los distintos países del cinturón tropical.
Como respuesta, el gobierno dominicano creó el Instituto del Tabaco de la República Dominicana, un instituto dedicado exclusivamente a la investigación agrícola sobre el tabaco. También se reorganizó toda la infraestructura del comercio de tabaco en la isla, de modo que se contrataron a campesinos y artesanos para trabajar en las nuevas plantaciones y fábricas de tabaco. Sin embargo, las enormes inversiones se tambaleaban por la inestabilidad política y por una guerrilla activa que mantenía a distancia a los inversores.
En 1969, el coloso del tabaco Consolidated Cigars hizo un tímido intento de probar suerte transfiriendo a la isla la producción de su marca Primo del Rey. Otro audaz pionero fue Manufactures de Tabacos S.A. (Matasa)que, en 1972, transfirió la producción de Juan Sosa de Miami a la República Dominicana. Pero incluso entonces, la producción no llegó realmente a ser completa hasta 1978, cuando los sandinistas destituyeron a Somoza en Nicaragua. De repente, con sus vecinos de Honduras bajo un régimen comunista, la República Dominicana parecía el mejor lugar para el cinturón tropical del tabaco para cultivar la preciosa planta. A causa de las súbitas y nuevas condiciones para plantar el tabaco de Honduras y Nicaragua solo quedaba la posibilidad de instalarse en la República Dominicana.

### Las primeras inversiones
En el año 1920 se estableció en Villa Bisonó la Compañía que llevaba por nombre Julio S. Reyes, S. A. Presidida por el Señor Julio Reyes la cual se dedicaba al cultivo y la comercialización del tabaco para la preparación de Capas, Capotes, Tripas, Picadura, Sacrap, etc. En 1962, Flor de los Reyes S.A. (en ese momento Julio S. Reyes, S.A.) siembra “piloto cubano” por primera vez en la historia de República Dominicana. (Para más información sobre la
Historia: http://www.flordelosreyes.com/spanish/nosotros.php)
```
En 1970, 
General Cigar
 estableció una fábrica en Santiago, al noroeste del país. En poco tiempo la fábrica ya estaba produciendo algunas de las mejores marcas de la compañía: 
Partagás
, 
Ramon Allones
, 
Canaria d'Oro
. No queriéndose quedar atrás, 
Consolidated Cigar
 se expandió, instalando otra fábrica en 
La Romana
, en la costa sur de la isla. Esta gigantesca plantación emplea a mil seiscientos cincuenta trabajadores. Desde 1982, todas sus marcas han sido transferidas a la República Dominicana: 
Montecruz
 (de la fama de 
Montecristo
), 
H. Upmann
, 
Don Diego
... Al abrirse el camino, otras compañías siguieron los mismos pasos. Desde 
Florida
, llegaron los 
Fuente
 y, en pocos años, se convertirían en los mayores productores de la isla, con más de veinticinco millones de unidades producidas anualmente en sus cuatro fábricas. En esta época el país ofrecía las mejores condiciones tanto para el cultivo del 
tabaco
 como para su comercio. El tabaco no era nada costoso, la mano de obra era muy barata y las autoridades muy amistosas, garantizando incluso a las compañías un 
status
 libre de impuestos a condición de que sus productos no sean vendidos en el mercado local.
[
1
]
```

### Las últimas décadas
En 1990 llegó el asombroso traslado de Davidoff, que se instaló en Santiago para desarrollar una nueva y más ligera línea de cigarros. Y de este modo, un país desconocido internacionalmente en la industria del tabaco, pudo llegar a derrotar al campeón reinante e imbatible; con ello se ha consumado el final de una era. Sin embargo, este éxito tiene, en parte, sus orígenes en otro lugar. Del mismo modo que Castro prohibió el Habano poco después de la revolución, los americanos, conducidos por cirujanos y abogados, han avanzado un largo e importante camino para prohibir el cigarrillo. Su éxito fue tal que, en 1993, la venta de cigarrillos descendió en picado, mientras que las ventas de cigarros(puros) subían por los cielos. Apareció una abundante y floreciente clientela, y sus demandas doblaron las exportaciones en pocos años. Antes de 1993, las exportaciones se mantenían alrededor de cincuenta y cinco millones de unidades; actualmente, están por encima de los trescientos millones de unidades, haciendo de la República Dominicana el mayor exportador del mundo, muy por encima de Honduras, Jamaica y México. Europa, tradicionalmente su segundo mayor cliente, apenas consume un tercio de la producción dominicana, por lo que, según parece, Cuba aún conserva un aliado en el Viejo Mundo. Actualmente, el encanto dominicano se ha vuelto irresistible. Docenas de nuevas marcas, la mayoría americanas en su origen, se crean cada año en la isla, y no parece vislumbrase el fin de este crecimiento.

## Geografía de República Dominicana y su relación con el tabaco

Ubicación de la República Dominicana.

La República Dominicana ocupa los dos tercios orientales de la isla caribeña de La Española, mientras que Haití ocupa el tercio occidental. Como en Cuba, en la República Dominicana ha crecido el tabaco durante miles de años, y era cultivado y fumado por la población indígena de la isla, los taínos. También como Cuba, La Española fue descubierta por Cristóbal Colón en 1492, y la isla pronto se utilizó como base desde la cual España controlaba la mayor parte de América Central y del Sur.

La República Dominicana tiene una superficie aproximada de 48.500 kilómetros cuadrados y unos nueve millones de habitantes. Como es lógico, al estar junto a Cuba, el clima y el suelo del país son comparables a los de la isla de mayor tamaño y el tabaco se ha cultivado comercialmente desde la primera década de 1900, inicialmente para su utilización en cigarrillos. En las décadas de 1970 y 1980, cuando se abrió como zona de libre comercio la segunda ciudad más grande del país, Santiago, los fabricantes que anteriormente producían sus puros en las islas Canarias se trasladaron a la República Dominicana y empezaron a cultivar tabaco de más alta calidad a partir de semillas cubanas para su utilización en puros.

En 1996, el gobierno reservó más de dieciocho mil acres de tierra solo para el cultivo de su oscuro tabaco. Es más del doble de la cantidad de tierra usada para las plantaciones de tabaco en los años precedentes. La mayoría de las 240.000 hectáreas de plantaciones de tabaco se encuentra en la parte noroccidental, en los valles de Santiago y Cibao, y la mejor zona es el valle de Yaque, que comienza cerca de Santiago y se extiende unos 40 kilómetros hacia el noroeste, hasta la ciudad de Esperanza. El valle de Yaque (también llamado valle de Yaqui) es el equivalente dominicano a la Vuelta Abajo cubana, y la segunda mayor región del mundo en el cultivo de tabaco de alta calidad. Del mismo modo que en Cuba, la tierra se divide en vegas, siendo las más renombradas Villa Gonzales, La Canela y Jacagua.

### Tipos de tabaco cultivado
Se cultivan en la isla tres tipos de tabaco para cigarros. Una variedad local llamada olor dominicano, usada para los modelos más suaves, y dos variedades cubanas, piloto cubano y San Vicente, usadas para los modelos más fuertes y con más cuerpo. El piloto cubano proviene de las semillas de la Vuelta Abajo y es, de lejos, la más rica y la más fuerte de las tres variedades. La San Vicente es un híbrido derivado del piloto cubano. Hay unos cuatro mil quinientos cultivos en el Valle de Yaque. En las mejores tierras, apenas se explotan más de tres acres actualmente. Sin embargo, ya se consiguen suficientes beneficios. La mayor parte del tabaco cultivado se utiliza como tripa, principalmente las tres variedades denominadas piloto cubano (procedente de semillas de Vuelta Abajo), la autóctona olor dominicano (famosa por su sabor sutil) y san vicente ( un híbrido ligeramente más suave de piloto cubano). Sin embargo, algunos productores innovadores, entre los que destaca Arturo Fuente, han creado sus propias haciendas y han venido experimentando con el cultivo de tabaco capero, a menudo con gran éxito.

## Aspectos económicos y productivos de los puros dominicanos

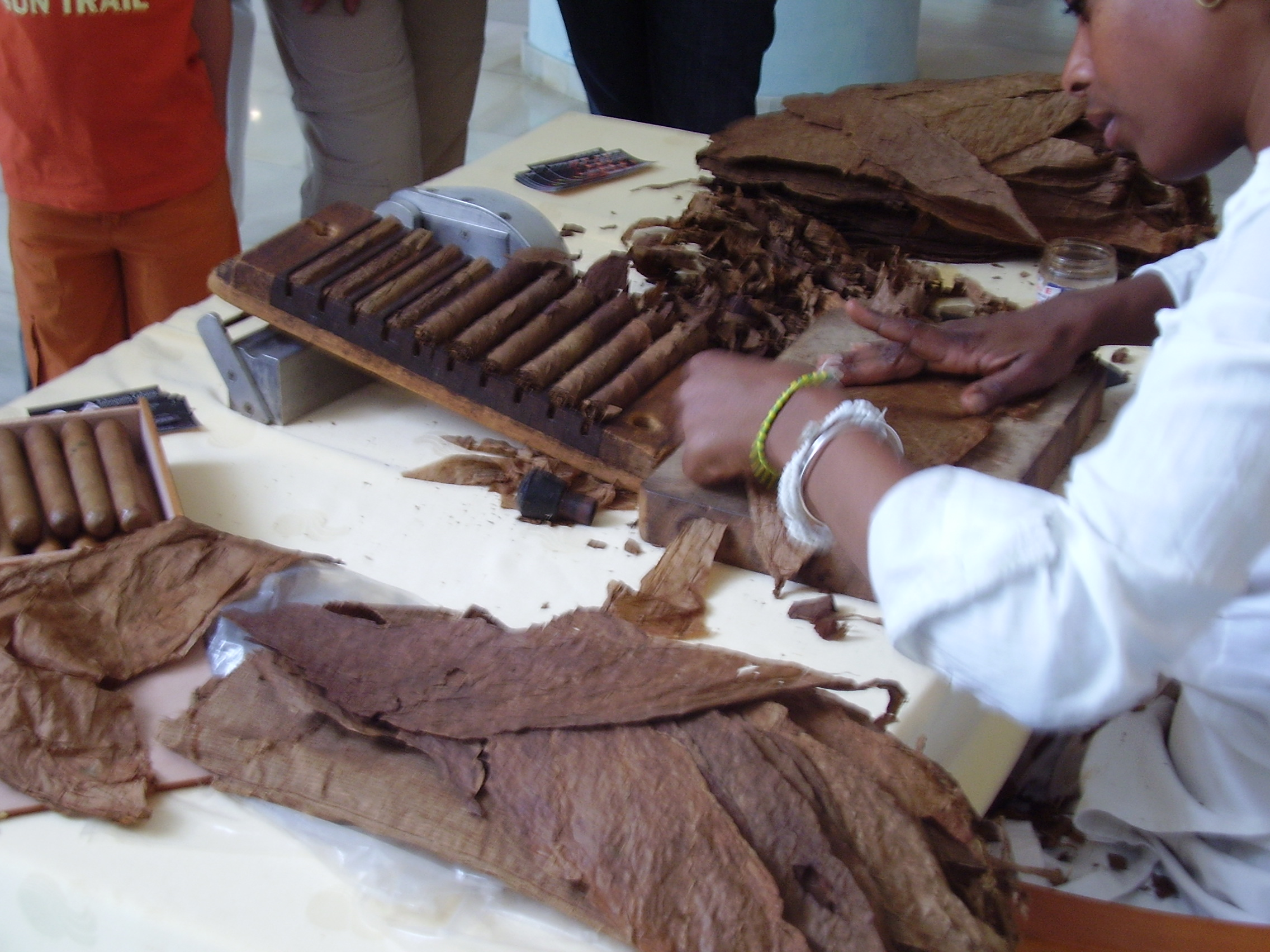
Armado de Puros

A partir del año clave de 1993, el precio del tabaco ha subido considerablemente, en algunos casos hasta el setecientos por ciento de un año para el otro. La cosecha es generalmente comprada por intermediarios, que a su vez la venden a distintas fábricas. Algunos cultivadores, sin embargo, están asociados por contrato a fábricas particulares.
Tabacos Dominicanos (Davidoff), por ejemplo, mantiene en la Villa González un área con una red exclusiva de unas cuarenta plantaciones, además de las destinadas a su propio uso. Los mayores fabricantes están instalados en el corazón del Valle del Yaque, en Santiago (Tamboril, Pontezuela, Gurabo, Jacagua, Navarrete y Villa González). Es habitual que se empleen a diversos centenares de torcedores en esas distintas fábricas, ya que el volumen de producción medio es del orden de varios millones de unidades al año. Los Fuentes, por ejemplo, requieren unos quinientos torcedores para satisfacer la demanda. Algunas de sus mayores marcas se elaboran en las fábricas de la misma compañía, pero otras de sus marcas dependen de pequeñas fábricas locales, con otros propietarios y una sólida reputación. La compañía que vende la marca Paul Garmirian, por ejemplo, tiene su centro en Washington pero encarga la fabricación a Tabadom (Davidoff).

### El armado de los puros
Los dominicanos poseen una larga tradición en la elaboración de puros hechos a mano y han probado con creces su habilidad en la creación de distintos modelos. Se tarda unos seis meses para formar adecuadamente a un torcedor pero, al final de este periodo, se gana cada peseta que produce. La demanda de torcedores experimentados, tras la proliferación de nuevas fábricas, ha provocado que el sueldo medio de un torcedor se haya multiplicado por quince respecto a los que ganaba antes de 1993: un dólar por día. En treinta años de fabricación, los puros dominicanos han mejorado constantemente, y se han ganado a pulso su actual reputación. Ciertamente, la República Dominicana no solo ha superado a Cuba en la arena del mercado internacional, también ha conseguido lo que parecía imposible: una comparación justa con su adversario en términos de calidad. Sin embargo, el problema del cuerpo del tabaco y de sus cualidades aromáticas perdura. Por ello, el tabaco es generalmente mezclado con otras variedades y usado como tripa (relleno) y, menos a menudo, como tirulo (hoja del envoltorio interior). En consecuencia, los tabacos más fuertes aun deben importarse, generalmente de Honduras, México y Brasil. Otro punto débil es que las hojas dominicanas no son adecuadas para las capas(hojas del envoltorio exterior) de alta calidad, y estas también deben ser importadas, básicamente de Camerún (Partagás) y Ecuador (Sosa). A pesar de todo, la familia Fuente consiguió recientemente producir unas capas auténticamente dominicanas derivadas de hojas del piloto cubano. Se trata de las magníficas hojas con tinte rosado usadas para elaborar su línea Fuente: Fuente Opus X.